# 高山厚棱芹
高山厚棱芹（学名：Pachypleurum alpinum）为伞形科厚棱芹属的植物。分布在俄罗斯以及中国大陆的新疆等地，生长于海拔2,400米至2,500米的地区，一般生于高山草甸，目前尚未由人工引种栽培。